# Бабич, Роберт
Роберт Бабич (род. 5 января 1973 года в Немодлине, Польша) — польский музыкальный продюсер, композитор и диджей, в настоящее время живущий в Кёльне, Германия. Пишет и играет (сеты) музыку в стилях техно, эйсид-хаус и минимал-техно, которыми не ограничивается и продолжает экспериментировать. Роберт Бабич известен под псевдонимами Rob Acid, Acid Warrior, Department of Dance, Sontec и другими. Он выпустил множество пластинок как на таких известных лейблах, как Kompakt, Treibstoff, Bedrock, Intec Digital и Audiomatique, так и на собственных, Junkfood и Babiczstyle. В выступлениях использует синтезаторы и часто импровизирует во время игры.

## Биография
Маленький Роберт Бабич переехал с семьей в Германию в 1980 году. Карьера началась с увлечения эйсид-хаусом в начале 1990-х годов, когда это направление достигло пика популярности. В те же годы Роберт начал писать музыку. Его первый официальный релиз под названием Colone с композицией Acid Science Trax вышел в 1992 году. В мае 1994 года, он с Майклом Зоселом основал свой первый лейбл, Junkfood Records {http://www.discogs.com/label/Junkfood+Records}, на котором затем выпустил много своих пластинок. В 1999 году он выпустил первый альбом в стиле эмбиент под своим реальным именем на лейбле Mille Plateaux.
На рубеже нового тысячелетия эксперименты Роберта привели к созданию нового звучания и сотрудничеству с лейблом Shortcut. В то же время к нему стали поступать предложения от софтверных компаний и производителей аппаратного обеспечения с просьбой заняться звуковым дизайном для их продукции, и некоторое время он сделал некоторые проекты для компании Native Instruments.
Альбом A Cheerful Temper вышел на лейбле Systematic Recordings в 2007 году. Эта пластинка совмещала стили электро, техно, минимал-техно и классический хаус. За ним последовал альбом Immortal Changes вышедший также на лейбле Systematic в 2010 году.
После этого Роберт Бабич выпустил несколько синглов на различных лейблах, таких, как Bedrock Records, Bang Bang и Treibstoff Recordings. Самым значимым событием в карьере за последние несколько лет стало основание второго собственного лейбла под названием 'Babiczstyle'. Как выразился Роберт по поводу создания лейбла, «Я сделал это для реализации платформы с максимально высоким качеством звучания, на которой мы (с друзьями) можем выпускать собственную музыку». На данный момент на лейбле 'Babiczstyle' вышло несколько релизов Роберта, последний из которых датируется 2012 годом.
Официальная страница Роберта Бабича в сети Facebook доступна по адресу https://www.facebook.com/robertbabicz, где он публикует все свои творческие идеи, новые композиции и фотографии с выступлений и из путешествий.
Роберт Бабич выступает по всему миру, в том числе и в России.

## Избранная дискография
Альбомы
- «MoMente» — 1999 — Mille Plateaux
- «Desert» — 2000 — Mille Plateaux
- «Sure Sipr» — 2004 — Punkt Music
- A Cheerful Temper — 2007 — Systematic Recordings
- Immortal Changes — 2010 — Immortal Changes
- «Robert Babicz Vol 001» — 2011 — Babiczstyle
- «The Owl And The Butterfly» — 2013 — Systematic Recordings

Синглы
- «Remote Kiss EP» — 2010
- «The Feeling EP» — 2010
- «Nectar EP» — 2011
- «What A Day EP» — 2011